# منهجية التعديل المتكاملة
منهجية التعديل المتكاملة (IMM) هي إجراء يشمل مجموعة مفتوحة من التقنيات العلمية للتحليل الهيكلى للبيئة المبنية بطريقة متعددة النطاقات وتقييم أدائها في الحالات الفعلية أو في إطار سيناريوهات تصميم محددة.
تتمحور المنهجية حول عملية تدريجية غير خطية تهدف إلى تقديم فهم نظامي لأي مستوطنة حضرية معينة ، وصياغة مجموعة التعديلات لتحسين أدائها ، ودراسة استراتيجيات التعديل لتحويل هذا النظام. الافتراض الأساسي في منهجية التعديل المتكاملة هو الاعتراف بالبيئة المبنية كنظام تكيفي معقد.
تم تطوير IMM بواسطة مختبر تصميم منهجية التعديل المتكاملة ، وهو مختبر أبحاث مقره في كلية الفنون التطبيقية في ميلان في قسم الهندسة المعمارية والبيئة العمرانية وهندسة البناء.

## تاريخها
بدأت منهجية التعديل المتكاملة في 2010 على شكل بحث أكاديمي في معهد البوليتكنيك في ميلان (بوليتكنيكو دي ميلانو). انتقد ذلك البحث الطريقة التحليلية المستخدمة بشكل شائع في دراسة وتقييم البيئة المبنية في معظم طرق التنمية المستدامة. باعتبار البيئة المبنية نظامًا تكيفيًا مركبًا (سي إيه إس)، تدفع منهجية التعديل المتكاملة باتجاه محاكاة شاملة بدل تبسيط الآليات المعقدة في المدن عن طريق الاختزالية.
في 2013، أسس ماسيمو تادي مختبر تصميم منهجية التعديل المتكاملة آي إم إم ديزاين لاب في قسم العمارة والبيئة المبنية وهندسة البناء في بوليتكنيكو دي ميلانو. هدف هذا المختبر هو تطوير منهجية التعديل المتكاملة عن طريق الأبحاث والتعليم.
في عام 2015، صرح باعتماد منهجية التعديل المتكاملة للبيئة المبنية المستدامة كمقرر أكاديمي في المنهج الدراسي لهندسة العمارة، وهي برنامج ماجستير دولي معتمد في بوليتكنيكو دي ميلانو.

## خلفيتها
في خلفيتها النظرية، تشير منهجية التعديل المتكاملة إلى التنمية الحضرية كسياق شديد التناقض ناشئ من الأهمية الاجتماعية والاقتصادية للمدن من جهة، ومن آثارها التي يمكن القول إنها سلبية من جهة أخرى. تأكيدًا على حتمية التحضر، تعتبر منهجية التعديل المتكاملة أن الطريقة الوحيدة للتغلب على هذا التناقض للمدن تكمن في تطوير تكامل عميق ومتأصل مع البيئة. وفقًا لمنهجية التعديل المتكاملة فإن المتطلب الأساسي للتنمية المستدامة للبيئة أن يكون هناك فهم منهجي وشامل للبيئة المبنية.
تقترح منهجية التعديل المتكاملة أن التطور في تقنيات التشييد، وجودة مواد البناء، وتقنيات النقل لا يمكن له وحده حل المشاكل المعقدة للحياة الحضرية ببساطة لأن هذه التعديلات لا تتعامل بالضرورة مع التكامل المنهجي. الحجة الجوهرية في منهجية التعديل المتكاملة هي أن أداء المدينة تقوده بشكل كبير المنظومات الفرعية للعلاقات المعقدة، وليس المزايا المستقلة للعناصر الحضرية. وبالتالي فهي تهدف لتجسيد البنية المنهجية للبيئة المبنية عن طريق تقديم إطار منطقي لنمذجة الصلة بين عناصر المدينة الساكنة والحركية.

## المنهجية
منهجية التعديل المتكاملة مبنية على العملية الدورية التي تتضمن الأطوار الرئيسية التالية:
1. التحقيق
2. التشكيل
3. التعديل
4. التعديل الملائم للأشكال السابقة والاستمثال

الطور الأول، التحقيق، هو بحث مبني على الاصطناع في البنية المنهجية للشكل الحضري. يبدأ هذا الطور بالتحقيق الأفقي حيث تفكك المساحة المدروسة لعناصر مولدة للتشكلات، وهي المكونات الحضرية المركبة، الفراغات الحضرية، أنماط الاستخدام، الروابط. ثم يتبع ذلك التحقيق العمودي وهو دراسة علاقات تكاملية بين العناصر المذكورة. خرج التحقيق العمودي مجموعة من الصفات تسمى الأصناف الرئيسية. وباختصار فهي أنواع التولد التي تظهر كيف تنظم العناصر نفسها أو تزامن حالاتها لتشكيل مستوى جديد من التنظيم. وبالتالي ففي منهجية التعديل المتكاملة الأصناف الرئيسية هي نتيجة عملية تولد لتفاعل بين أجزاء أولية (مكونات حضرية مركبة، فراغات حضرية، أنماط استخدام، روابط) لتشكيل تعاون يمكنه إضافة قيمة للتنظيم المشترك. الأصناف الرئيسية نواتج للتعاون بين الأجزاء الأولية، وهي تنظيم جديد لا ينشأ (فقط ببساطة) نتيجة إضافة خصائص الأجزاء الأولية لبعضها. تعتبر منهجية التعديل المتكاملة أن طريقة عمل المدينة مشتقة بشكل رئيسي من الأصناف الرئيسية، وبالتالي فهي ذات الدور الأكثر جوهريةً في فهم معمارية المدينة بوصفها نظامًا تكيفيًا مركبًا. ينتهي طور التحقيق بخطوة التقييم وهي بشكل أساسي فحص أداء النظام عن طريق الرجوع إلى لائحة من المؤشرات المحققة المرافقة للاستدامة البيئية. نفس هذه المؤشرات تستخدم لاحقًا في عملية التعديل الملائم للأشكال السابقة للنظام التكيفي المركب، وهي عملية ضرورية للتقييم النهائي لأداء النظام، بعد حدوث عملية تصميم التحول.
طور الصياغة أو التشكيل هو افتراض تقني لأكثر صنف أساسي أهميةً والعنصر الحضري في المساحة بناءً على استنتاجات طور التحقيق. تفسر هذه الصفات الحرجة على أنها محفزات التحول ومآلها أن يستخدمها المصمم لوضع قائمة بالأولويات السياقية لمبادئ ترتيب التصميم.
الطور الثالث هو طور تقديم سيناريوهات التعديل/التصميم للمشروع والتقدمات بفحصها وفق الإجرائية الدقيقة لطور التحقيق بطريقة تكرارية حتى يتنبأ أن السياق المتحول سيكون مقبولًا في التوضع والتقييم.
الطور الرابع، وهو طور التعديل الملائم للأشكال السابقة والاستمثال، عبارة عن عملية اختبار لنتائج طور التعديل، يتبعه استمثال محلي باستراتيجيات تقنية (كتركيب ألواح خلايا ضوئية، تصميم أسطح خضراء، دراسة توجهات الأبنية، ...إلخ).